# Municipio de Richland (condado de Harvey)
El municipio de Richland (en inglés: Richland Township) es un municipio ubicado en el condado de Harvey en el estado estadounidense de Kansas. En el año 2010 tenía una población de 367 habitantes y una densidad poblacional de 3,89 personas por km².

## Geografía
El municipio de Richland se encuentra ubicado en las coordenadas 37°57′46″N 97°13′1″O / 37.96278, -97.21694. Según la Oficina del Censo de los Estados Unidos, el municipio tiene una superficie total de 94.34 km², de la cual 94,14 km² corresponden a tierra firme y (0,21 %) 0,19 km² es agua.

## Demografía
Según el censo de 2010, había 367 personas residiendo en el municipio de Richland. La densidad de población era de 3,89 hab./km². De los 367 habitantes, el municipio de Richland estaba compuesto por el 98,64 % blancos, el 0,54 % eran afroamericanos y el 0,82 % eran de una mezcla de razas. Del total de la población el 1,36 % eran hispanos o latinos de cualquier raza.